# Панэтнос
Панэтнос — политический термин, неологизм, используемый преимущественно в западных источниках для обозначения метаэтнической общности, объединяющей несколько независимых этносов. Для обозначения панэтнических границ часто используются географические, лингвистические, религиозные или «расовые» сходства, по отдельности или в сочетании. Эту концепцию следует отличать от «паннационализма», который аналогичным образом группирует родственные этнические группы, но в контексте либо этнического национализма (например, панарабизм, панкельтизм, пангерманизм, паниранизм, панславизм) или гражданский национализм (например, панафриканизм).
Термин впервые появился в Соединённых Штатах в 1990-е годы в антиколониальных/национально-освободительных движениях в качестве замены понятию «раса»; например, в качестве панэтноса определяются американцы азиатского происхождения, которые принадлежат к различным не связанным между собой этносам Азии, но однозначно определяются как отдельная группа в североамериканском сообществе.
Часто в рамках панэтноса объединяются группы людей различных национальностей, сильно отличающиеся друг от друга. Объединение в панэтнос производится фенотипически, на основе общего языка, культуры или религии. Совсем недавно, этот термин стал также использоваться вне контекста мультикультурализма в обществе США — в качестве общей замены таких терминов, как этнолингвистическая группа или расовая группа.

## США
Панэтничность позволила американцам азиатского происхождения объединиться на основе аналогичных исторических отношений с США, таких как военное присутствие США в их родной стране. Азиатско-американская панэтническая идентичность стала средством объединения групп иммигрантов, таких как американцы азиатского происхождения, для усиления политической численности. Панетнические ярлыки часто, хотя и не всегда, создаются и используются аутсайдерами той группы, которая и определяется как панетническая. Основные институты и политическая политика часто играют большую роль в маркировке панетнических групп. Они часто принимают политику, касающуюся определенных групп людей, и панетнические группы являются одним из способов группировки большого количества людей.
Публичная политика может распределять ресурсы или заключать сделки с несколькими группами, рассматривая их как одну большую организацию. В случае «латиноамериканцев», их классификация по панэтническому признаку применяется независимо от страны происхождения (например, мексиканская, перуанская, аргентинская, доминиканская, испанская и т. д.) или расового происхождения (белые, метисы, мулаты, черный, американский индеец). Аналогичным образом, разрозненное население из Восточной Азии и Южной Азии часто без разбора смешивается под более широким азиатско-американским обозначением.